# Bolotești
Bolotești est une ville de Roumanie dans le județ de Vrancea.

## Démographie
Lors du recensement de 2011, 95,95 % de la population se déclarent roumains (0,07 % déclarent une autre appartenance ethnique et 3,97 % ne déclarent pas d'appartenance ethnique).

## Politique
| Parti | Parti                        | Sièges |
| ----- | ---------------------------- | ------ |
|       | Parti national libéral (PNL) | 8      |
|       | Parti social-démocrate (PSD) | 5      |